# Matxet
Un matxet és un tipus de ganivet gran, però més curt que una espasa o un sabre. Sol fer menys de 60 cm i té un sol tall. S'utilitza per a segar l'herba, tallar la canya de sucre, esporgar plantes o obrir-se camí a la selva.
En general, el tall és molt agut al terç de fulla més proper a la punta. La punta del matxet sobresurt lleugerament per dalt de la resta de la fulla. El front del matxet és corb.
També n'existeix un altre tipus, el front del qual és punxegut i s'afila el terç final de la fulla per ambdues vores. Es fa servir especialment per a tallar bardissa i segar herba.

## Etimologia
Es desconeix l'origen del terme matxet, però majorment es creu que és un diminutiu del castellà macho (mascle). Una altra possibilitat és que provingui del terme màkhaira i aquest al seu torn del grec μάχαιρα, que els romans utilitzaven per descriure a la falcata ibèrica de similars característiques.

## Usos

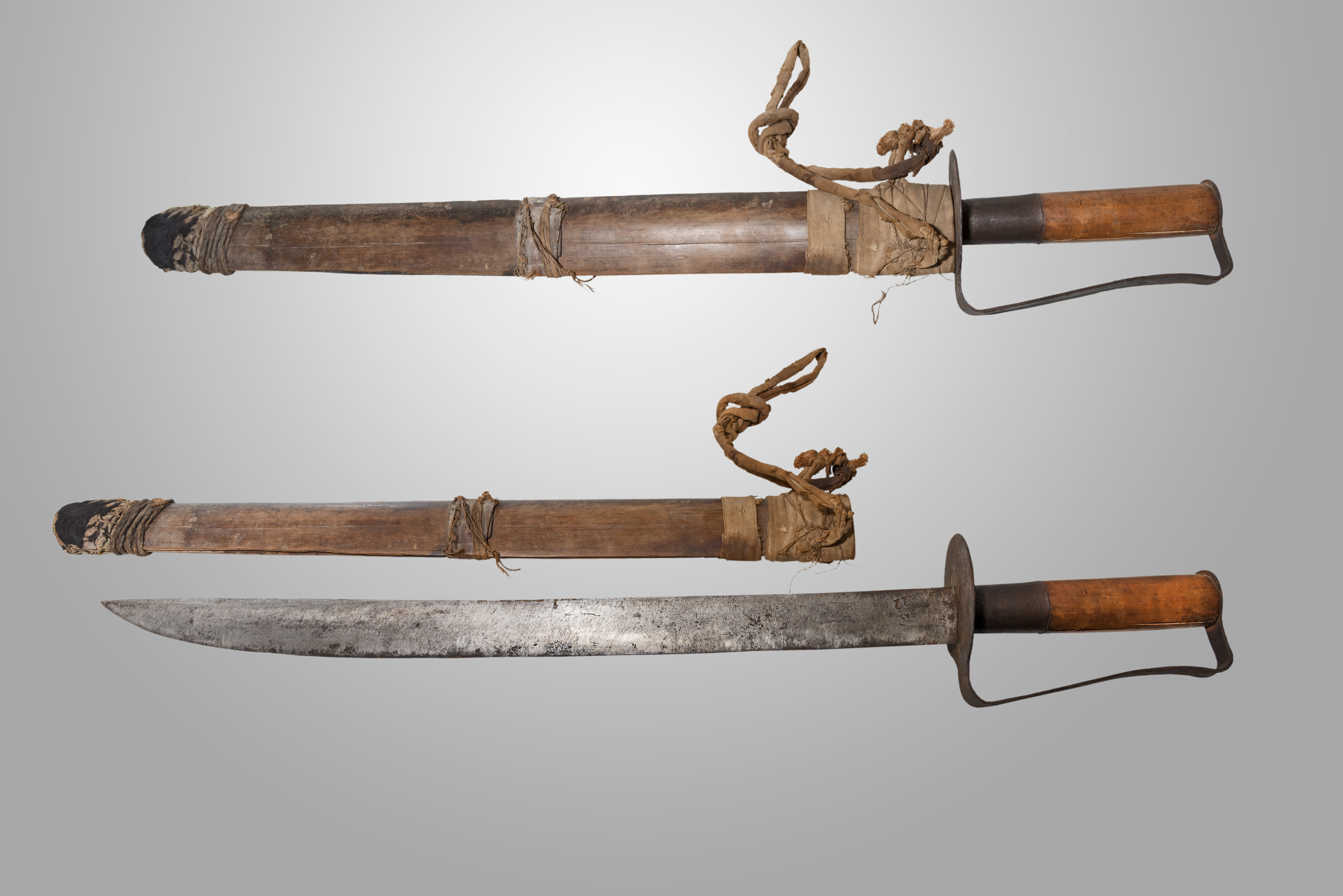
Foto de dos matxets (enfundat i desenfundat)

### Agricultura
A diversos països tropicals i subtropicals, el matxet s'usa amb freqüència per tallar la mala herba de la selva tropical i amb fins agrícoles (per exemple, tallar canya de sucre). A més d'això, a l'Amèrica Llatina el seu ús comú és per a tasques domèstiques com ara tallar aliments grans a trossos, com s'usa un ganivet de carnisser, per fer tasques de tall rudimentari, com fer mànecs de fusta simples per a altres eines. És comú veure persones que usen matxets per a altres treballs, com obrir cocos, treballar al jardí, treure petites branques i plantes, tallar el menjar dels animals i netejar els arbustos.
Els matxets sovint es consideren eines i els usen els adults. No obstant això, moltes societats i cultures de caçadors-recol·lectors que sobreviuen a través de l'agricultura de subsistència comencen a ensenyar els nadons a fer servir eines afilades, inclosos els matxets, abans del seu primer aniversari.

### Guerra
Aquesta arma va ser utilitzada per la població mexicana durant la Independència de Mèxic el 1810 quan s'enfrontaven a les tropes realistes espanyoles, atès que la població aixecada tenia aquesta eina de treball agrícola que es va convertir en una arma amb la qual es van enfrontar a l'exèrcit espanyol.
Però on va demostrar una eficàcia impressionant, va ser durant la Segona Intervenció Francesa, quan les tropes de Napoleó III van envair Mèxic, però l'exèrcit del General Ignacio Zaragoza on els seus soldats d'origen indígena Zacapoaxtla, es van enfrontar als zuaus i tropes d'elit a Puebla el maig de 1862, armats amb matxets i on van mostrar una destresa, habilitat i capacitat per esbocinar literalment l'exèrcit francès.
La gent en els aixecaments al Carib, de vegades fa servir aquestes armes. Per exemple, l'Exèrcit Popular Boricua s'anomena extraoficialment 'macheteros' a causa dels treballadors que empunyen matxets als camps de canya de sucre del passat Puerto Rico.
Molts dels assassinats al genocidi de Rwanda de 1994 es van dur a terme amb matxets, i van ser l'arma principal utilitzada per les milícies Interahamwe allà. Els matxets també van ser una eina i arma distintiva dels haitians Tonton Macoute.
El 1762, els britànics van capturar l'Havana en un llarg setge durant la Guerra dels Set Anys. Milicians voluntaris encapçalats per Pepe Antonio, regidor de Guanabacoa, van rebre matxets durant la fallida defensa de la ciutat. El matxet també va ser l'arma més icònica durant les guerres d'independència a Cuba, encara que va tenir un ús limitat al camp de batalla. Carlos Manuel de Céspedes, propietari de l'enginy sucrer La Demajagua prop de Manzanillo, va alliberar els seus esclaus el 10 d'octubre de 1868. Va procedir a conduir-los armats amb matxets a la rebel·lió contra el govern espanyol. La primera càrrega de cavalleria amb matxets com a arma principal va ser realitzada el 4 de novembre de 1868 per Máximo Gómez, un sergent nascut a la República Dominicana, que després es convertiria en el general en cap de l'Exèrcit cubà.
El matxet és una arma comuna i una eina per a molts grups ètnics a Àfrica Occidental. Els matxets en aquest paper s'esmenten a Things Fall Apart de Chinua Achebe.
Alguns països tenen un nom per al cop de matxet. El nom en castellà a vegades es fa servir en l'anglès. A les Illes Verges Britàniques, Granada, Jamaica, Saint Kitts i Nevis, Barbados, Saint Lucia i Trinitat i Tobago, la paraula planass significa copejar a algú amb la part plana de la fulla d'un matxet o alfange. No causa ferida i aquesta acció és coneguda a diversos països d'Hispanoamèrica com a planazo. Colpejar amb la vora esmolada és "picar". A tot el Carib, el terme 'matxet' es refereix a l'eina de tall dels treballadors.
El Centre d'Instrucció de Guerra a la Selva de l'Exèrcit Brasiler va desenvolupar un ganivet tipus matxet amb un full de 25 cm de llarg i una punta de clip molt pronunciada. Aquest matxet es lliura amb un ganivet Bowie de 13 cm i una pedra d'esmolar a la beina; col·lectivament anomenat "kit de selva" (Conjunt de Selva en portuguès); és fabricat per Indústria de Material Bélico do Brasil (IMBEL).
El matxet es va usar com a arma durant la rebel·lió de Mau Mau, al Genocidi de Rwanda i a Sud-àfrica, particularment a la dècada de 1980 i principis de la de 1990, quan l'antiga província de Natal es va veure sacsejada pel conflicte entre el Congrés Nacional Africà i els nacionalistes zulús, Partit de la Llibertat Inkatha.

## Variants

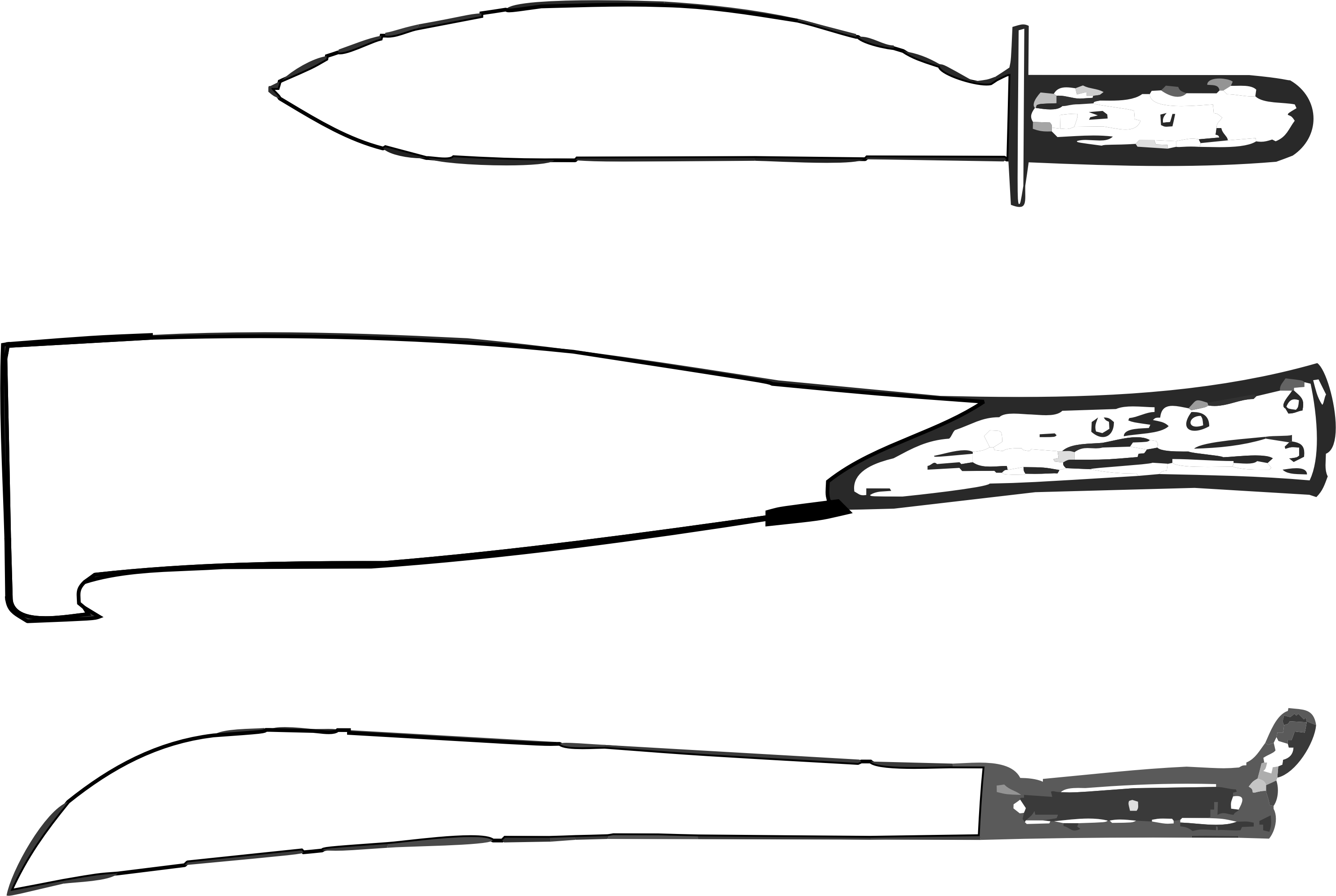
Variants del matxet

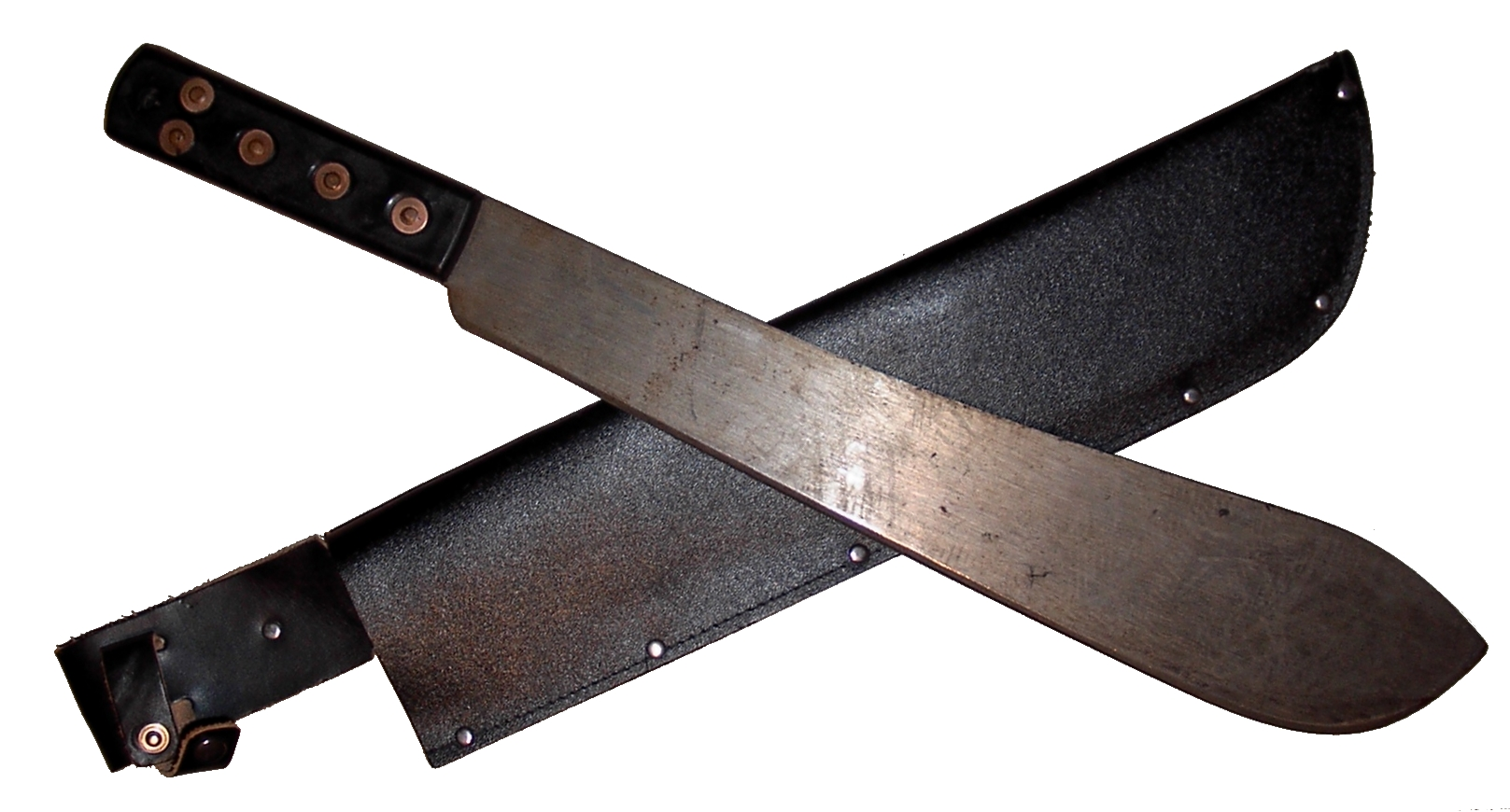
Variants de matxet bolo

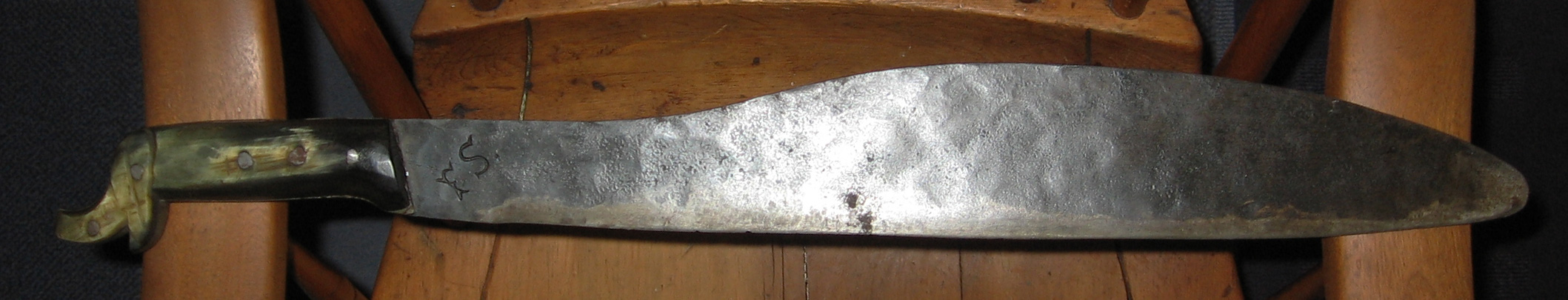
Matxet mexicà d'Acapulco, 1970.

- El «facón» punyal gros (o ganivet gautxesc), originari de les pampes argentines.
- El «bolo» filipí és una eina molt similar, però la seva fulla s'eixampla en arribar a la punta, per fer-lo més pesant a l'extrem per tallar. Es va usar com a arma durant la Revolució Filipina contra els espanyols, i posteriorment va ser l'arma representativa de les guerrilles a la guerra filipino-estatunidenca.
- El «golok» indonesi, amb fulla més curta i grossa i una empunyadura bàsica (més efectiu a la vegetació poblada d'arbres).
- El «kukri» o «kukuri» nepalès té una fulla corba que s'usa sovint per a tasques similars.
- El «panga» (suahili) és una variant amb una fulla més ampla, que s'utilitza a l'Àfrica oriental.
- El «parang» malaisi, de fulla curta i ampla (per tallar vegetació).
- El «charapo» dels Andes veneçolans, de fulla ampla i corba (per a tota mena de treballs).
- La «rula» dels Andes veneçolans i colombians, més lleuger i flexible, s'usa a la zona colombiana.
- La «cama» salvadorenca, curta, rígida i força corba, s'usa en jardineria.
- El «corvo» guatemalenc, llarg i semicorvat, s'usa al tall de canya i per a defensa.
- El «trounco» hondureny, és una adaptació d'un matxet trencat, té una punta plana; és versàtil a la selva.
- La «guarizama» salvadorenca, més llarga que el matxet i lleugerament corb, s'usa a treballs agrícoles.
- La «guaparra» mexicana, més llarga i prima, amb la punta en cim. Constitueix un adorn en les selles de muntar.
- El «sable rojo» equatorià, la principal característica del qual és ser més ample al final de la fulla. És fonamentalment una eina de treball.
- La «peinilla» veneçolana i  colombiana, matxet més petit i estret que el corrent.
- De «cinta» Ciutat Juárez, matxet amb empunyadura de banyes de bou en forma de cap d'àguila o cavall, s'hi acostumen a gravar frases, noms o versos al full, és molt emprat a la costa d'Oaxaca tant al treball com a les diferents danses de la regió com el ball dels moros i cristians de Jamiltepec.

## Fabricació

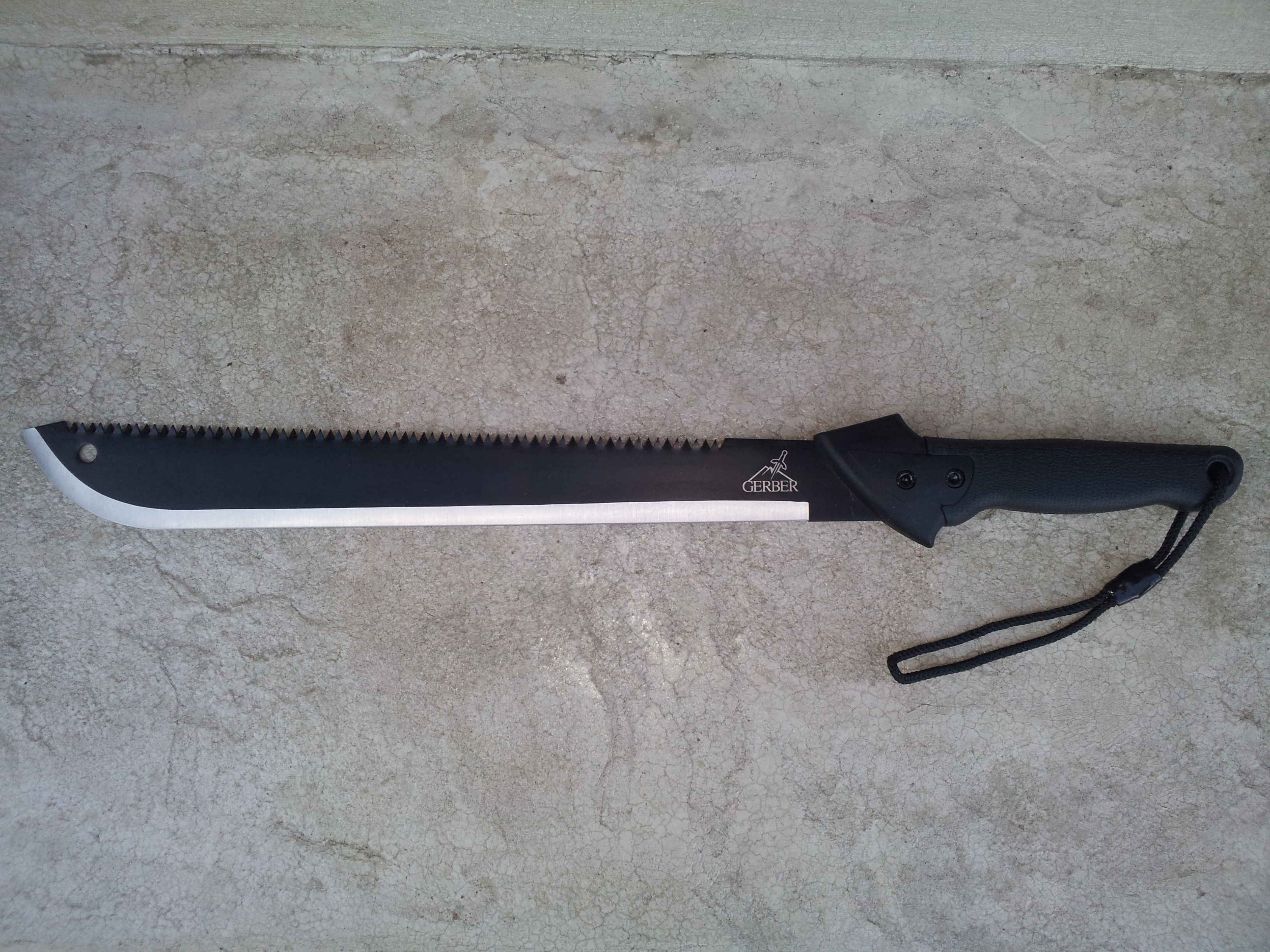
Matxet

Els bons matxets es basen en els materials utilitzats i la forma. En el passat, el fabricant més famós de matxets a Amèrica Llatina i el Carib de parla hispana era Collins Company de Collinsville, Connecticut. La companyia va ser fundada com Collins & Company en 1826 per Samuel W. Collins per fer destrals. Els seus primers matxets es van vendre el 1845 i es va fer tan famós que es va anomenar un matxet com un collin. Al Carib de parla anglesa, Robert Mole & Sons de Birmingham, Anglaterra, va ser considerat durant molt de temps el fabricant de matxets agrícoles de la millor qualitat. Alguns fulls de Robert Mole sobreviuen com a records dels viatgers a Trinitat, Jamaica i, amb menys freqüència, Santa Llúcia.
Colòmbia és el major exportador de matxets a nivell mundial.

## Influència cultural

La bandera d'Angola

La bandera d'Angola presenta un matxet, juntament amb una roda dentada.
L'estat del sud de Brasil de Rio Grande do Sul té un ball anomenat dança dos facões (ball de matxets) en el qual els ballarins, que solen ser homes, colpegen els seus matxets contra diversos superfícies mentre ballen, simulant una batalla. Maculelê, una dansa i art marcial afrobrasilera, també es pot realitzar amb facões. Aquesta pràctica es va iniciar a la ciutat de San Amaro, Badia, al nord-est del país.
A les Filipines, el bolo s'utilitza en l'entrenament d′eskrima, l'art marcial indígena de les Filipines.
És l'implement agrícola més utilitzat a Colòmbia i símbol de la colonització antioquenya. En 2006, el matxet va ser nominat per la revista Semana com a símbol cultural de Colòmbia en el concurs en què va resultar guanyador el barret vueltiao.

## Personatges ficticis que fan servir matxets
- John Rambo a Rambo.
- Indiana Jones a Indiana Jones i el temple maleït.
- Kobra a Mortal Kombat: Armageddon.
- Jason Voorhees a Friday the 13th.
- Isador "Machete" Cortez a Machete.
- Mandy, Rick Grimes i altres a The Walking Dead Red Machete.
- Apareix també en el joc Dead Island, amb les seves variants.
- Jack Carver en el joc Far Cry.
- Sniper a Team Fortress 2.